# Comitê Olímpico Brasileiro
Das Comitê Olímpico Brasileiro (COB) ist das Nationale Olympische Komitee (NOK) von Brasilien. Es hat seinen Sitz in der Avenida das Américas Nr. 899 in Barra da Tijuca, einem Stadtteil von Rio de Janeiro.
Das COB ist Mitglied im Verband der amerikanischen NOK, der Panamerikanischen Sportorganisation (PASO) und in der Vereinigung der Portugiesischsprachigen Olympischen Komitees, der ACOLOP.
Mit den Olympischen Spielen 2016 in Rio de Janeiro richtete das COB erstmals selbst Olympische Spiele aus.

## Geschichte und Erfolge
Der Botschafter Raul Paranhos do Rio Branco, Sohn des Baron Rio Branco, wurde 1913 von Baron Pierre de Coubertin in das Internationale Olympische Komitee (IOC) eingeladen. Daraufhin erwachte in Brasilien der Wunsch, Teil der olympischen Familie zu werden. Am 8. Juni 1914 gründete eine Reihe einflussreicher Sportfunktionäre am Sitz des brasilianischen Ruderverbands Federação Brasileira das Sociedades de Remo in Rio de Janeiro das erste Nationale Olympische Komitee in Brasilien, unter dem Namen Comitê Olímpico Nacional (CON), das später seine heutige Bezeichnung erhielt. Bei den Olympischen Sommerspielen 1920 im belgischen Antwerpen nahm erstmals eine offizielle brasilianische Olympiamannschaft teil, wo sie eine goldene und zwei silberne Medaillen errang.
1935 erfolgte die Anerkennung des COB durch das IOC. Seither entsandte Brasilien zu allen Sommerspielen Athleten. Sie gewannen dabei insgesamt 108 Medaillen für das Land, davon 23 Goldmedaillen. Die meisten brasilianischen Medaillen nach Einzelsportarten errangen die brasilianischen Judoka mit 19 Auszeichnungen, die meisten Goldmedaillen erreichte Brasilien im Segeln, mit sechs olympischen Siegen. (Stand 2014)
Seit den Olympischen Winterspielen 1992 im französischen Albertville nahm Brasilien zudem an allen Winterspielen teil. Dort strebt es weiter seinen ersten Medaillensieg an. (Stand 2014)
2004 gehörte das COB zu den Gründungsmitgliedern der ACOLOP. Seither nahmen brasilianische Athleten an allen Jogos da Lusofonia teil, den von der ACOLOP veranstalteten Spielen der Gemeinschaft der Portugiesischsprachigen Länder. Bei den Jogos da Lusofonia 2006 und erneut bei den Jogos da Lusofonia 2009 gewann die brasilianische Mannschaft dabei die meisten Medaillen aller Teilnehmerteams.

## Mitglieder
Dem COB sind 30 Einzelsportverbände Brasiliens angeschlossen:
| - Confederação Brasileira de Atletismo (Leichtathletikverband) - Confederação Brasileira de Badminton (Badmintonverband) - Confederação Brasileira de Basketball (Basketballverband) - Confederação Brasileira de Boxe (Boxverband) - Confederação Brasileira de Canoagem (Kanuverband) - Confederação Brasileira de Ciclismo (Radsportverband) - Confederação Brasileira de Desportos Aquáticos (Wassersportverband) - Confederação Brasileira de Desportos na Neve (Schneesportverband) - Confederação Brasileira de Desportos no Gelo (Eissportverband) - Confederação Brasileira de Esgrima (Fechtverband) - Confederação Brasileira de Futebol (Fußballverband) - Confederação Brasileira de Ginástica (Gymnastikverband) - Confederação Brasileira de Golfe (Golfverband) - Confederação Brasileira de Handebol (Handballverband) - Confederação Brasileira de Hipismo (Reitsportverband) |  | - Confederação Brasileira de Hóquei sobre a Grama e Indoor (Hockeyverband) - Confederação Brasileira de Judô (Judoverband) - Confederação Brasileira de Levantamento de Peso (Gewichtheberverband) - Confederação Brasileira de Lutas Associadas (Ringerverband) - Confederação Brasileira de Pentatlo Moderno (Moderner-Fünfkampf-Verband) - Confederação Brasileira de Remo (Ruderverband) - Associação Brasileira de Rugby (Rugbyvereinigung) - Confederação Brasileira de Taekwondo (Taekwondoverband) - Confederação Brasileira de Tênis (Tennisverband) - Confederação Brasileira de Tênis de Mesa (Tischtennisverband) - Confederação Brasileira de Tiro com Arco (Bogenschützenverband) - Confederação Brasileira de Tiro Esportivo (Sportschützenverband) - Confederação Brasileira de Triathlon (Triathlonverband) - Confederação Brasileira de Voleibol (Volleyballverband) - Confederação Brasileira de Vela e Motor (Segel- und Motorbootverband) |

Dazu kommen noch eine Reihe weiterer Sportverbände und andere Institutionen. Insbesondere zählen dazu 24 Verbände nichtolympischer Sportarten, darunter verschiedene Kampfsportverbände, der Orientierungslaufverband Confederação Brasileira de Orientação, Motorsportverbände, u. a.

## Präsidenten
- 8. August 1914 – 20. Mai 1935: Fernando Mendes de Almeida
- 20. Mai 1935 – 1. Juli 1947: Antônio Prado Júnior
- 2. Juli 1947 – 8. Oktober 1950: Arnaldo Guinle
- 9. Oktober 1950 – 14. Januar 1963: José Ferreira do Santos
- 15. Januar 1963 – 5. November 1963: Áttila Aché
- 6. November 1963 – 16. Oktober 1990: Sylvio Padilha
- 17. Oktober 1990 – 30. Juni 1995: André Gustavo Richer
- seit 1. Juli 1995: Carlos Arthur Nuzman[4]